# Protesty na Białorusi (2017)
Protesty na Białorusi – protesty spowodowane pogarszaniem sytuacji ekonomicznej ludności Białorusi i największa fala niezadowolenia społecznego od 2010 r., gdy miały miejsce protesty przeciwko sfałszowaniu wyników wyborów prezydenckich.

## Przyczyny
Bezpośrednią przyczyną protestów stało się nałożenie podatku na bezrobotnych dekretem. Prezydencki dekret nr 3 z kwietnia 2015 roku stanowił, że każdy obywatel, który w ciągu roku przepracował mniej niż 183 dni, miałby zapłacić podatek o równowartości 800 zł. Nowa danina miała uzupełnić straty budżetu państwa, powodowane przez niepracujących obywateli.
Szerzej przyczyną kryzysu politycznego na Białorusi była słaba sytuacja gospodarcza kraju, który od 2008 roku trzykrotnie wchodziła w okres recesji: w 2009 r., 2010 r. i 2015 r., a także wzrostu bezrobocia spowodowanego przez ograniczenie eksportu do Rosji, będące z kolei następstwem osłabienia gospodarczego tego kraju z powodu zachodnich sankcji.
Dekret dotknął ok. 0,5 mln osób, zapłaciło go natomiast 10% zobowiązanych, często zapożyczając się u innych osób, ponieważ kwota podatku stanowiła równowartość średniej miesięcznej pensji.

## Protesty
Pierwsze protesty miały miejsce 17 lutego 2017 roku w Mińsku, gdzie zebrało się ok. 2,5 tys. demonstrantów. Demonstracja w Mińsku stała się pierwszą z serii, a kolejne miały miejsce w całym kraju, m.in. w Brześciu, Grodnie, Mołodecznie, Witebsku, Homlu, Mohylewie, Bobrujsku i Baranowiczach. Nietypowy dla Białorusi był brak udziału w organizacji protestów wielkomiejskiej inteligencji, która stanowiła trzon ruchów opozycyjnych. Decyzja o przyłączeniu się inteligencji do protestów podjęta została już w ich trakcie.
Pod naciskiem demonstracji dekret został zawieszony na rok, co jednak nie spowodowało uspokojenia nastrojów i nie zakończyło demonstracji. Oprócz każdorazowo powtarzanych na wiecach postulatów odwołania podatku pojawiały się także na niektórych protestach wezwania do ustąpienia prezydenta ze stanowiska.
Na 25 marca zaplanowała została duża demonstracja Mińsku, jednak służby specjalne spacyfikowały ją tuż przed rozpoczęciem, aresztując ponad 700 zgromadzonych, z których blisko 400 osób został postawionych przed sądem. Następnego dnia odbyła się demonstracja rodzin aresztowanych, również rozpędzona przez siły porządkowe i zakończona aresztowaniem kilkudziesięciu osób.

## Reakcje
- Polska: MSZ zaapelował o zaprzestanie stosowania przemocy przez siły porządkowe i o natychmiastowe zwolnienie zatrzymanych[5].